# Open the Gates
Open the Gates è il quarto album dei Manilla Road, pubblicato nel 1985 dalla Black Dragon Records.

## Tracce
1. Metalstrom – 5:17
2. Open the Gates – 2:20
3. Astronomica – 4:59
4. Weavers of the Web – 4:17
5. The Ninth Wave – 9:30
6. Heavy Metal to the World – 3:19
7. The Fires of Mars – 6:13
8. Road of Kings – 5:46
9. Hour of the Dragon – 4:44
10. Witches Brew – 6:20

## Formazione
- Mark Shelton - voce e chitarra
- Scott Park - basso
- Randy Foxe - batteria